# Scleria foliosa
Scleria foliosa är en halvgräsart som beskrevs av Ferdinand von Hochstetter och Achille Richard. Scleria foliosa ingår i släktet Scleria och familjen halvgräs. IUCN kategoriserar arten globalt som livskraftig. Inga underarter finns listade i Catalogue of Life.